# Bart van der Laar
Lambertus (Bart) van der Laar (Gemert, 1945 – Utrecht, 13 november 1981) was een Nederlands platenproducent, die in de jaren zeventig van de twintigste eeuw bekendheid genoot als producent van de meidengroep Babe, Benny Neyman, Corry Konings, Lenny Kuhr en Linda Williams. Laatstgenoemde nam ook deel aan het songfestival in 1981 met het liedje Het is een wonder, dat waarschijnlijk medegeschreven was door Bart van der Laar.
Het is een wonder heette in eerste instantie Het is weer zomer, maar deze titel werd op het laatste moment gewijzigd. Na het Nationaal Songfestival ontstond een rel toen geruchten de kop opstaken dat Cees de Wit in zijn eentje verantwoordelijk was voor het maken van het winnende lied, dus zonder medewerking van Bart van der Laar. Van der Laar benadrukte enkele dagen later in een show van Sonja Barend echter dat hij de tekstschrijver is, hoewel de ook in de studio aanwezige moeder van De Wit dit weer ten stelligste ontkende.
Bart van der Laar werd op 10 november 1981 neergeschoten in zijn Hilversumse villa. Hij werd aangetroffen met een kogel in zijn hoofd. Op 13 november overleed hij in het Academisch Ziekenhuis in Utrecht aan zijn verwondingen. Dit is bekend geworden als de Hilversumse showbizzmoord. Van der Laar is begraven in zijn geboorteplaats.
Op de labels van de door zijn platenlabel uitgegeven singles werd hij steevast genoemd als Bart van de Laar.

## Martien Hunnik
Voor de moord op Bart van der Laar is Martien Hunnik in 1984 in hoger beroep wegens doodslag veroordeeld tot 2 jaar gevangenisstraf plus terbeschikkingstelling, op basis van een  (valse) bekentenis die hij later heeft ingetrokken, terwijl hij een alibi had voor het tijdstip van de moord. In de verhoren bleek dat hij ook niet beschikte over daderkennis, kennis omtrent details van de moord die nog niet in de media waren gepubliceerd. 
Het Telegraaf Cold Case Team heeft onderzoek gedaan naar deze zaak en dat leidde tot twijfel aan Hunniks daderschap. Pas in 2012 kwam een voor Hunnik ontlastend rapport van de Criminele Inlichtingen Eenheid uit 2004 boven tafel. Daarin werd een alternatief scenario voor de moord opgesteld, nadat zich in 2001 een informant bij de politie had gemeld die wel bleek te beschikken over daderkennis. In juli 2014 adviseerde de advocaat-generaal bij de Hoge Raad tot herziening van deze strafzaak. Op 26 mei 2015 heeft de Hoge Raad geoordeeld dat de strafzaak heropend moet worden. Op 30 mei 2016 eiste het Openbaar Ministerie de vrijspraak van Martien Hunnik. Deze vrijspraak kwam op 14 juni 2016 van het gerechtshof in Den Haag.

## Podcast
Over deze zaak maakten journalisten Lammert de Bruin (EenVandaag) en Babs Assink (o.a. NOS Journaal) een zevendelige podcast, onder de titel De Showbizzmoord. Hierin zijn gesprekken met o.a. van der Laar's assistente Patricia van de Putte, Eddy Ouwens, Peter Koelewijn, Martien Hunnik, advocaat Geert-Jan Knoops, Derk Sauer en zijn vrouw Ellen Verbeek te horen. Hieruit bleek dat alle onderzoekers (rechercheurs, journalisten, bekenden) het, achteraf, met elkaar eens waren dat slechts één scenario de moord kan verklaren. De moord zou zijn uitgevoerd door een klusjesman van TTR en zijn zwager, in opdracht van de zakenpartner van het platenlabel TTR, Ruud Wijnants. Na het onderzoek was de zakenpartner reeds overleden en de zaak verjaard; er vond geen verdere vervolging plaats.